# Näsviken (Gävleborg)
Näsviken – miejscowość (tätort) w Szwecji, w regionie administracyjnym (län) Gävleborg, w gminie Hudiksvall.
Według danych Szwedzkiego Urzędu Statystycznego liczba ludności wyniosła: 910 (31 grudnia 2015), 966 (31 grudnia 2018) i 976 (31 grudnia 2019).